# 1992년 해태 타이거즈 시즌
1992년 해태 타이거즈 시즌은 해태 타이거즈가 KBO 리그에 참가한 11번째 시즌으로 김응용 감독이 팀을 이끈 10번째 시즌이다. 팀은 정규시즌 2위에 오르며 포스트시즌에 진출했다. 그러나 주포 김성한이 시즌 초 팔꿈치와 맹장수술 후유증 때문에 23홈런에서 15홈런으로, 또다른 주포 한대화가 고질적인 허리부상 탓인지 22홈런에서 20홈런으로 추락한 데다 에이스 선동열의 부상 - 잠수함 투수 이강철이 좌타자 일색인 롯데 타선에 약했던 점 - 롯데전 3승 1패를 기록한 좌완 신동수의 팔꿈치 정상이 아니었던 점 등 여러 가지 사정 때문에 투수력이 약화되어 플레이오프에서 롯데 자이언츠에게 2승 3패로 져 탈락해 최종 3위로 시즌을 마무리했다.

## 타이틀
- KBO 골든글러브: 장채근 (포수), 이순철 (외야수)
- 올스타 선발: 선동열 (투수), 장채근 (포수), 김성한 (1루수), 홍현우 (2루수), 한대화 (3루수), 이순철 (외야수)
- 올스타전 추천선수: 신동수, 김정수, 이호성
- 컴투스프로야구 레전드 카드: 이강철
- 컴투스프로야구 KBO 베스트 라인업: 이강철 (5선발)
- 컴투스프로야구 KIA 타이거즈 베스트 라인업: 이강철 (3선발), 김정수 (중계투수), 장채근 (포수)
- 컴투스프로야구 나때는 말이야 라인업: 이강철 (선발투수), 이순철 (중견수)
- 컴투스프로야구 90년대 올스타: 장채근 (포수)
- 컴투스프로야구 90년대 해태 타이거즈 라인업: 이강철 (선발투수), 장채근 (포수), 홍현우 (2루수), 이순철 (중견수)
- 출장(타자): 홍현우 (126)
- 타석: 이순철 (566)
- 실질타석: 이순철 (562)
- 타수: 이순철 (492)
- 안타: 이순철 (152)
- 도루: 이순철 (44)
- 선발등판: 이강철 (30)
- 완봉: 김정수 (3)
- 탈삼진: 이강철 (156)
- 선발승: 이강철 (17)(윤학길과 공동 1위)(역대 단일시즌 잠수함투수 최다 선발승)

### 퓨처스리그
- 남부리그 완투: 양승철 (2)
- 남부리그 세이브: 강태원 (3)
- 이닝: 양승철 (85)
- 상대한 타자 수: 양승철 (386)
- 탈삼진: 양승철 (54)

## 선수단
- 선발투수 : 이강철, 김정수, 신동수, 문희수
- 구원투수 : 송유석, 김승남, 강태원
- 마무리투수 : 조계현, 선동열, 김형택, 문귀석, 양승철, 김봉영
- 포수 : 장채근, 정회열, 박병호
- 1루수 : 김성한
- 2루수 : 홍현우, 이경복, 문승훈, 구한성, 양회열
- 유격수 : 윤재호
- 3루수 : 한대화
- 좌익수 : 박재벌, 이건열, 박노준, 김종모
- 중견수 : 이순철
- 우익수 : 이호성
- 지명타자 : 박철우, 박현수, 김병조, 김태동, 김병두

## 특이 사항
- KBO 사상 최초로 한 팀에서 10승 투수 5명을 배출한 시즌이었으나 (이강철(18), 김정수(14), 신동수(13), 문희수(10), 조계현(10))[4] 10선발승 이상 투수는 이강철(17)(윤학길과 공동 1위) 김정수(14)(5위) 밖에 없었다.
- 선동열은 4월 11일 OB 베어스와의 경기에서 KBO 리그 통산 29번째이자 마지막 완봉을 기록해 이 부문 역대 KBO 리그 최다 기록을 세웠다.
- 4월 25일 롯데 자이언츠와의 경기에서 양 팀 합계 26개의 사사구가 나와 KBO 리그 사상 사사구가 가장 많이 나온 경기로 남았다.
- 선동열은 올스타에 선발되어 올스타전에 선발 투수로 등판했으나 아웃카운트를 한 개도 잡지 못하고 강판되었다. 올스타전 선발투수가 0이닝 소화에 그친 것은 이때가 KBO 리그 사상 최초이자 유일하다.
- 선동열은 이 시즌 평균자책점 0.28을 기록했는데, 이는 0.00인 경우를 제외하면 KBO 리그 역대 단일 시즌 최저 평균자책점이다.
- 이 시즌은 KBO 리그 사상 2번째로 규정 이닝 충족 투수 전원이 양수 WAR을 기록한 시즌이다. 이 중 가장 WAR이 낮았던 문희수는 WAR 1.09를 기록했다.
- 이강철은 이 시즌 쌍방울 레이더스와의 경기에서 홈런 7개를 허용하여 단일 시즌 쌍방울 레이더스와의 경기에서 최다 홈런을 허용한 선수가 되었다.
- 이강철은 이 시즌 KBO 리그 역대 단일 시즌 태평양 돌핀스 상대 최다 사구 허용(6) 기록을 세웠다.